# Godwin (Carolina del Norte)
Godwin es un pueblo ubicado en el Condado de Cumberland y en el estado estadounidense de Carolina del Norte. La localidad en el año 2000, tenía una población de 112 habitantes en una superficie de 0,6 km², con una densidad poblacional de 173,8 personas por km².

## Geografía
Godwin se encuentra ubicado en las coordenadas 35°13′04″N 78°40′47″O / 35.217714, -78.679778. Según la Oficina del Censo, la localidad tiene un área total de 0,6 km² (0,2 mi²), de la cual 0,6 km² (0,2 mi²) es tierra y 0 km² (0 mi²) (0.56%) es agua.

### Localidades adyacentes
El siguiente diagrama muestra a las localidades en un radio de 12 kilómetros (7,5 mi) de Godwin.

## Demografía
En el 2000 la renta per cápita promedia del hogar era de $41.250, y el ingreso promedio para una familia era de $42.083. El ingreso per cápita para la localidad era de $14.943. En 2000 los hombres tenían un ingreso per cápita de $25.417 contra $22.188 para las mujeres. Alrededor del 13.0% de la población estaba bajo el umbral de pobreza nacional.